# Festival de la Cançó d'Eurovisió 2024
La LXVIII edició del Festival de la Cançó d'Eurovisió 2024 és la 68a edició del Festival de la Cançó d'Eurovisió. El concurs va tenir lloc al Malmö Arena de Malmö, Suècia, el 7, 9 i 11 de maig de 2024, després de la victòria del país en l'edició de 2023 amb la cançó Tattoo de Loreen, qui va aconseguir 583 punts. Va ser la setena vegada que Sveriges Television (SVT) organitzaba el certamen amb la Unió Europea de Radiodifusió (UER) i la tercera a Malmö després de 1992 i 2013.
Trenta-set països van participar en el concurs, i Luxemburg va tornar 31 anys després de la seva última participació el 1993, mentre que Romania va optar per no participar-hi.

## Organització

### Seu del festival

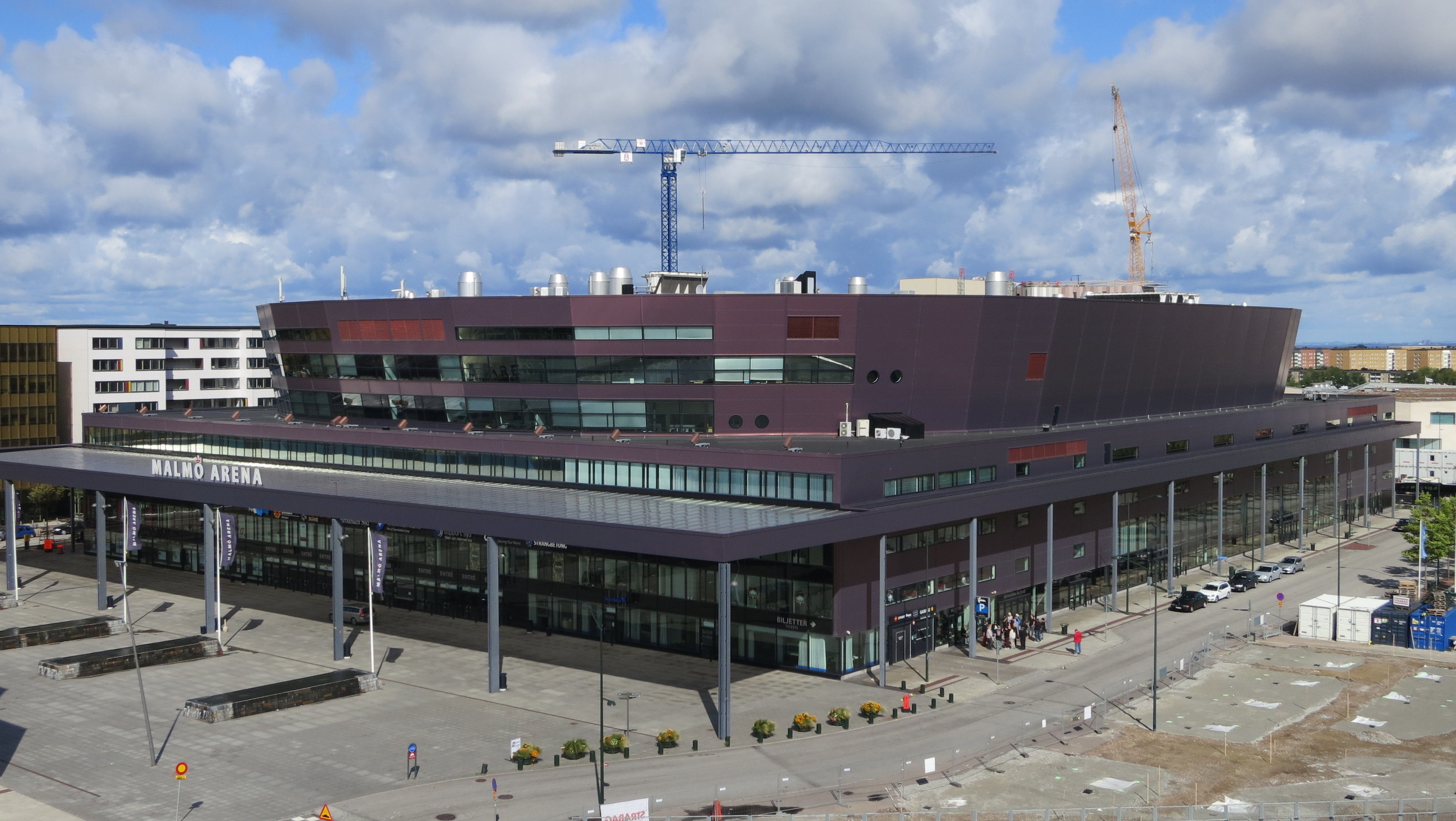
Malmö Arena, escenari d'Eurovisió 2024.

El concurs de 2024 va tenir lloc a Malmö, Suècia, després de la victòria del país a l'edició de 2023 amb la cançó Tattoo, interpretada per Loreen. És la setena vegada que Suècia va acollir el concurs, després d'haver-ho fet prèviament el 1975, 1985, 1992, 2000, 2013 i 2016. El lloc seleccionat és el Malmö Arena, amb capacitat per a 15.500 places, un pavelló cobert polivalent que serveix com a lloc per a partits d'handbol, partits de floorball, concerts i altres esdeveniments. El recinte va acollir anteriorment el concurs de 2013.

### Candidatures oficials i fase de licitació
Immediatament després de la victòria de Suècia al concurs de 2023, les primeres ciutats que van manifestar el seu interès per acollir l'edició de 2024 van ser Estocolm, Göteborg i Malmö, les tres ciutats més grans del país, així com les que havien acollit anteriorment el concurs. A més d'aquestes, diverses altres ciutats també van expressar la seva intenció de presentar-se en els dies posteriors a la victòria de 2023, com ara, Eskilstuna, Jönköping, Örnsköldsvik, Partille i Sandviken.
SVT va establir com a data límit el 12 de juny de 2023 perquè les ciutats interessades demanessin formalment la sol·licitud. Estocolm i Göteborg van anunciar oficialment les seves ofertes els dies 7 i 10 de juny respectivament, seguides per Malmö i Örnsköldsvik el 13 de juny. Poc abans del tancament del període de sol·licitud, SVT va revelar que havia rebut diverses ofertes, després aclarint que venien d'aquestes quatre ciutats. Abans d'aquest anunci, Sandviken i Jönköping ja havien declarat que s'havien retirat. El 7 de juliol, es va informar que les ofertes de Göteborg i Örnsköldsvik havien estat descartades. Més tard aquell dia, la UER i SVT van anunciar Malmö com a ciutat amfitriona.
| Ciutat       | Ubicació           | Capacitat | Notes | Ref.                                      |
| ------------ | ------------------ | --------- | --- | ----------------------------------------- |
| Göteborg     | Scandinavium       | 14.000    | Lloc d'Eurovisió 1985. L'arena també acull les semifinals del Melodifestivalen des del 2003.                                                                                                   | [ 4 ] [ 13 ] [ 15 ] [ 16 ] [ 17 ] [ 18 ]  |
| Göteborg     | Partille Arena     | 5.500     | Seu del Cor de l'Any d'Eurovisió l'any 2019. |                                           |
| Jönköping    | Husqvarna Garden   | 7.000     | Seu de les semifinals del Melodifestivalen el 2007. | [ 19 ] [ 20 ]                             |
| Malmö        | Malmö Arena        | 15.500    | Lloc d'Eurovisió 2013. L'arena també acull les semifinals del Melodifestivalen des del 2009.                                                                                                   | [ 21 ] [ 22 ]                             |
| Sandviken    | Goransson Arena    | 10.000    | Seu de les semifinals del Melodifestivalen el 2010. Els plans incloïen la cooperació d'altres municipis de Gävleborg.                                                                          | [ 23 ] [ 24 ]                             |
| Örnsköldsvik | Hägglunds Arena    | 9.800     | Va acollir les semifinals del Melodifestivalen els anys 2007, 2010, 2014 i 2018. | [ 13 ] [ 25 ]                             |
| Partille     | Partille Arena     | 5.500     | Acollit el Cor de l'Any d'Eurovisió 2019. No complia els requisits de capacitat de la UER. | [ 26 ]                                    |
| Estocolm     | Friends Arena      | 65.000    | L'arena acull les finals del Melodifestivalen des del 2013. Lloc preferit per a l'Ajuntament d'Estocolm.                                                                                       | [ 27 ] [ 28 ] [ 29 ] [ 30 ] [ 31 ] [ 32 ] |
| Estocolm     | Tele2 Arena        | 45.000    | — | [ 27 ] [ 28 ] [ 29 ] [ 30 ] [ 31 ] [ 32 ] |
| Estocolm     | Arena temporal     | 14.000    | Proposta de construcció d'un pavelló provisional al port de Frihamnen, motivada per les necessitats de producció del concurs i la dificultat de trobar vacants en les sis setmanes requerides. | [ 27 ] [ 28 ] [ 29 ] [ 30 ] [ 31 ] [ 32 ] |
| Eskilstuna   | Stiga Sports Arena | 3.700     | Seu de la ronda de segona oportunitat Melodifestivalen el 2020. | [ 33 ]                                    |

     Ciutat seu
     Ciutat finalista
     Ciutat eliminada en primera fase
     Ciutat eliminada en segona fase

### Dates
El 7 de juliol de 2023, en el mateix anunci en què es va confirmar que Malmö seria la ciutat seu, es van revelar les dates de les semifinals, que es van fixar per al 7 i el 9 de maig de 2024, i la de la final, que seria l'11 de maig.

### Sistema de votació i normativa
Després que el resultat del concurs de 2023, que va veure la victòria de Suècia malgrat el lideratge de Finlàndia en la televotació, va provocar controvèrsia entre l'audiència, l'emissora noruega NRK va iniciar converses amb la UER sobre una possible revisió del procediment de votació del jurat. El cap de delegació noruec demanava reduir el seu pes en la votació de la final de l'actual 49,4% al 40% o 30%. La decisió sobre els possibles canvis que s'hi aplicarien depèn del grup de referència del concurs i es discutirien al setembre de 2023, amb la presa de la decisió fixada per al gener de 2024.
D'altra banda, al Festival de televisió de Edimburg, a l'agost 2023, el sotsdirector general de la UER Jean Philip de Tender va parlar sobre la possibilitat de prohibir la intel·ligència artificial per preservar la contribució humana, ja que considera que «la creativitat hauria de provenir dels humans i no de les màquines».

### Temps d'execució
Des de la cadena SVT es va informar que s'avaluarien possibles canvis en el format per reduir aproximadament una hora el temps d'execució de la final, que ha augmentat significativament des de la introducció de funcions com la desfilada de banderes d'obertura el 2013 i el bloc de votacions dividit entre jurat i televot des de 2016.

### Sorteig d'assignació de semifinals
S'organitza un sorteig per determinar la semifinal designada per als països participants. Els semifinalistes es divideixen en una sèrie de pots, basats en patrons de votació històrics, amb l'objectiu de reduir les possibilitats de "votació en bloc" i augmentar el suspens a les semifinals. El sorteig també determina en quina semifinal participarà cadascù dels classificats automàtics: el país guanyador de l'any anterior (Suècia) i els "Cinc grans" (Alemanya, Espanya, França, Itàlia i el Regne Unit).
La cerimònia es va celebrar al gener de 2024 i va incloure el pas de la insígnia de la ciutat amfitriona d'Andrew Lewis, director executiu de l'Ajuntament de l'anterior ciutat amfitriona de Liverpool, a l'alcalde de la ciutat amfitriona de 2024.

## Producció
El Festival de la Cançó d'Eurovisió 2024 està produït per la televisió nacional sueca Sveriges Television (SVT). Així, l'equip encarregat del certamen va comptar amb Ebba Adielsson com a cap de producció executiva, Christel Tholse Willers com a productora executiva encarregada de la comunicació, Tobias Åberg com a executiu encarregat de la producció i Johan Bernhagen com a productor executiu. Willers, Åberg, i Bernhagen anteriorment havien treballat en els certàmens de 2013 i/o 2016, celebrats a Malmö i Estocolm, respectivament, en diversos càrrecs.
La ciutat de Malmö ha contribuït amb 30 milions SEK (aproximadament 2.5 milions €) al pressupost del programa.

### Lema i disseny gràfic

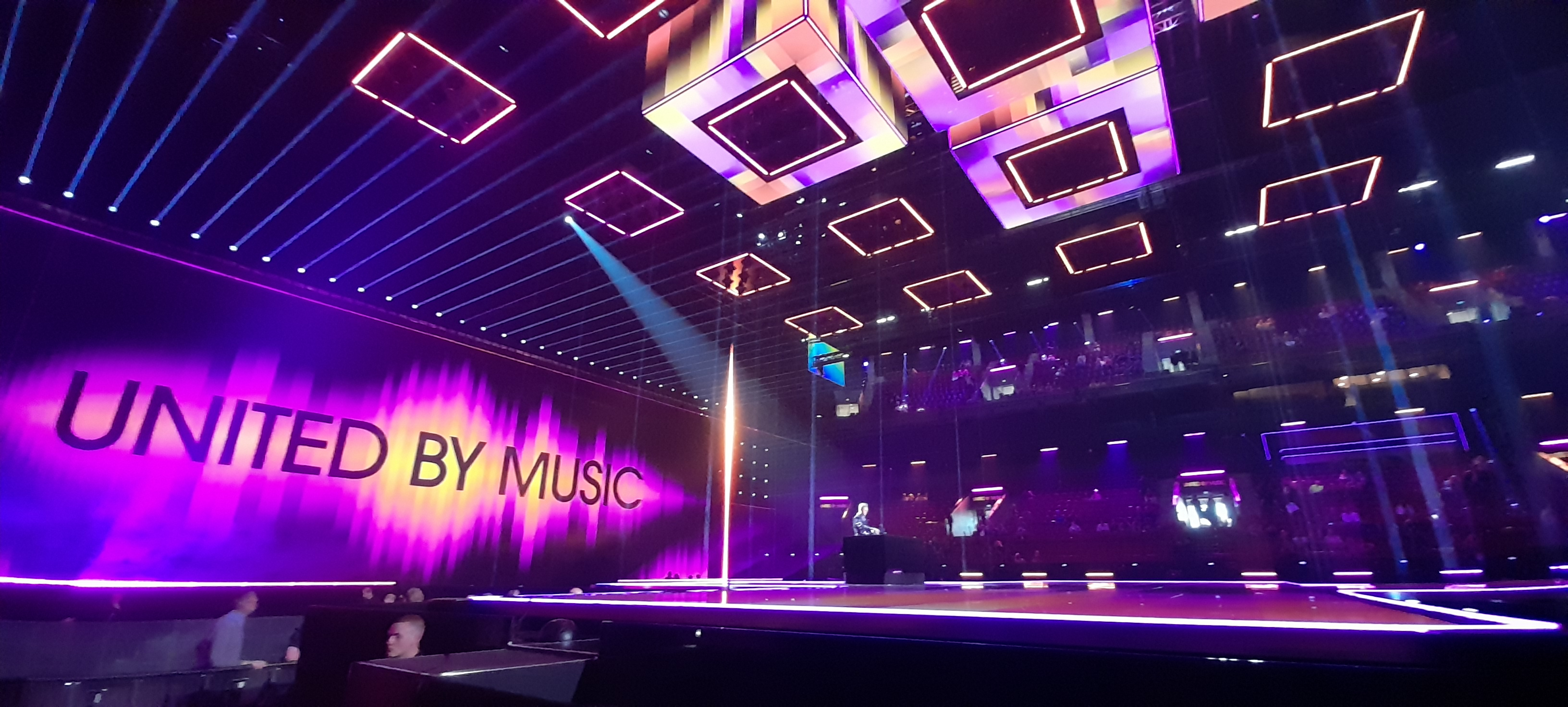
El lema Units per la música es mantindrà per a totes les edicions.

El 14 de novembre de 2023 l'EBU va anunciar que "United by Music" (Units per la música), el lema de l'edició de 2023, es mantindria pel 2024 i les properes edicions.
El disseny gràfic del 2024 va ser anomenat "The Eurovision Lights" (Llums d'Eurovisió) i es va desvetllar el 14 de desembre. Està signat per les agències sueques Uncut i Bold Scandinavia i es basa en degradats lineals i simples inspirats per les línies verticals de les aurores boreals i els equalitzadors de so.

## Països participants
Article principal: Països participants a Eurovisió

Països que ja han triat artista i/o cançó (Final).
Països que ja han triat artista i/o cançó (Semifinals).
Països que encara no han triat artista i/o cançó.
Països que van participar en el passat però no el 2024.

### Cançons i selecció
| País i TV                | Títol original de la cançó                           | Artista                     | Procés i data de selecció                                                        |
| País i TV                | Traducció al català                                  | Artista                     | Procés i data de selecció                                                        |
| País i TV                | Traducció al català                                  | Idiomes                     | Procés i data de selecció                                                        |
| ------------------------ | ---------------------------------------------------- | --------------------------- | -------------------------------------------------------------------------------- |
| Albània · RTSH           | «Titan»                                              | Besa Kokëdhima              | Festivali i Këngës 2023, 22-12-2023 (Presentació de la versió final, 11-03-2024) |
| Albània · RTSH           | «Tità»                                               | Anglès                      | Festivali i Këngës 2023, 22-12-2023 (Presentació de la versió final, 11-03-2024) |
| Alemanya · NDR           | «Always on the Run»                                  | Isaak                       | Eurovision Song Contest – Das Deutsche Finale 2024, 16-02-2024                   |
| Alemanya · NDR           | «Sempre a la cursa»                                  | Anglès                      | Eurovision Song Contest – Das Deutsche Finale 2024, 16-02-2024                   |
| Armènia AMPTV            | «Jako»                                               | Ladaniva                    | Elecció interna, 09-03-2024 (Presentació de la cançó, 13-03-2024)                |
| Armènia AMPTV            | —                                                    | Armeni                      | Elecció interna, 09-03-2024 (Presentació de la cançó, 13-03-2024)                |
| Austràlia SBS            | «One Milkali (One Blood)»                            | Electric Fields             | Elecció interna, 05-03-2024                                                      |
| Austràlia SBS            | «Una Sang»                                           | Anglès i Yankunytjatjara    | Elecció interna, 05-03-2024                                                      |
| Àustria · ORF            | «We Will Rave»                                       | Kaleen                      | Elecció interna, 16-01-2024 (Presentació de la cançó, 01-03-2024)                |
| Àustria · ORF            | «Estarem entusiasmats»                               | Anglès                      | Elecció interna, 16-01-2024 (Presentació de la cançó, 01-03-2024)                |
| Azerbaidjan · İTV        | «Özünlə Apar»                                        | Fahree feat. Ilkin Dovlatov | Elecció interna, 07-03-2024 (Presentació de la cançó, 15-03-2024)                |
| Azerbaidjan · İTV        | «Porta-ho amb tu»                                    | Anglès i àzeri              | Elecció interna, 07-03-2024 (Presentació de la cançó, 15-03-2024)                |
| Bèlgica · RTBF           | «Before The Party's Over»                            | Mustii                      | Elecció interna, 30-08-2023 (Presentació de la cançó, 20-02-2024)                |
| Bèlgica · RTBF           | «Abans que s'acabi la festa»                         | Anglès                      | Elecció interna, 30-08-2023 (Presentació de la cançó, 20-02-2024)                |
| Croàcia · HRT            | «Rim Tim Tagi Dim»                                   | Baby Lasagna                | Dora 2024, 25-02-2024                                                            |
| Croàcia · HRT            | «Rim Tim Tagi Dim»                                   | Anglès                      | Dora 2024, 25-02-2024                                                            |
| Dinamarca · DR           | «Sand»                                               | Saba                        | Dansk Melodi Grand Prix 2024, 17-02-2024                                         |
| Dinamarca · DR           | «Sorra»                                              | Anglès                      | Dansk Melodi Grand Prix 2024, 17-02-2024                                         |
| Eslovènia · RTVSLO       | «Veronika»                                           | Raiven                      | Elecció interna, 12-12-2023 (Presentació de la cançó, 20-01-2024)                |
| Eslovènia · RTVSLO       | «Verònica»                                           | Eslovè                      | Elecció interna, 12-12-2023 (Presentació de la cançó, 20-01-2024)                |
| Espanya · RTVE           | «Zorra»                                              | Nebulossa                   | Benidorm Fest 2024, 03-02-2024                                                   |
| Espanya · RTVE           | «Zorra»                                              | Castellà                    | Benidorm Fest 2024, 03-02-2024                                                   |
| Estònia ERR              | «(Nendest) Narkootikumidest ei tea me (küll) midagi» | 5miinust i Puuluup          | Eesti Laul 2024, 17-02-2024                                                      |
| Estònia ERR              | «No sabem (res) sobre (aquestes) drogues»            | Estonià                     | Eesti Laul 2024, 17-02-2024                                                      |
| Finlàndia · Yle          | «No Rules!»                                          | Windows95man                | Uuden Musiikin Kilpailu 2024, 10-02-2024                                         |
| Finlàndia · Yle          | «Sense regles!»                                      | Anglès                      | Uuden Musiikin Kilpailu 2024, 10-02-2024                                         |
| França · FTV             | «Mon amour»                                          | Slimane                     | Elecció interna, 08-11-2023                                                      |
| França · FTV             | «Amor meu»                                           | Francès                     | Elecció interna, 08-11-2023                                                      |
| Geòrgia · GPB            | «Firefighter»                                        | Nutsa Buzaladze             | Elecció interna, 12-01-2024 (Presentació de la cançó ??-03-2024)                 |
| Geòrgia · GPB            | «Bomber»                                             | Anglès                      | Elecció interna, 12-01-2024 (Presentació de la cançó ??-03-2024)                 |
| Grècia · ERT             | «Zari»                                               | Marina Satti                | Elecció interna, 24-10-2023 (Presentació de la cançó 07-03-2024)                 |
| Grècia · ERT             | «Dau»                                                | Grec i anglès               | Elecció interna, 24-10-2023 (Presentació de la cançó 07-03-2024)                 |
| Irlanda · RTÉ            | «Doomsday Blue»                                      | Bambie Thug                 | Eurosong 2024, 26-01-2024                                                        |
| Irlanda · RTÉ            | «Tristesa de la fi del món»                          | Anglès                      | Eurosong 2024, 26-01-2024                                                        |
| Islàndia · RÚV           | «Scared of Heights»                                  | Hera Björk                  | Söngvakeppnin 2024, 02-03-2024                                                   |
| Islàndia · RÚV           | «Por a les altures»                                  | Anglès                      | Söngvakeppnin 2024, 02-03-2024                                                   |
| Israel · IPBC            | «Hurricane»                                          | Eden Golan                  | HaKokhav HaBa 2024, 06-02-2024 (Presentació de la cançó, 11-03-2024)             |
| Israel · IPBC            | «Huracà»                                             | Anglès                      | HaKokhav HaBa 2024, 06-02-2024 (Presentació de la cançó, 11-03-2024)             |
| Itàlia · RAI             | «La Noia»                                            | Angelina Mango              | Festival de la cançó de Sanremo 2024, 10-02-2024                                 |
| Itàlia · RAI             | «L'avorriment»                                       | Italià                      | Festival de la cançó de Sanremo 2024, 10-02-2024                                 |
| Letònia · LTV            | «Hollow»                                             | Dons                        | Supernova 2024, 10-02-2024                                                       |
| Letònia · LTV            | «Buit»                                               | Anglès                      | Supernova 2024, 10-02-2024                                                       |
| Lituània · LRT           | «Luktelk»                                            | Silvester Belt              | Eurovizija.LT 2024, 17-02-2024                                                   |
| Lituània · LRT           | «Espera»                                             | Lituà                       | Eurovizija.LT 2024, 17-02-2024                                                   |
| Luxemburg · RTL          | «Fighter»                                            | Tali                        | Luxembourg Song Contest, 27-01-2024                                              |
| Luxemburg · RTL          | «Lluitadora»                                         | Francès i anglès            | Luxembourg Song Contest, 27-01-2024                                              |
| Malta · PBS              | «Loop»                                               | Sarah Bonnici               | Malta Eurovision Song Contest 2024, 03-02-2024                                   |
| Malta · PBS              | «Bucle»                                              | Anglès                      | Malta Eurovision Song Contest 2024, 03-02-2024                                   |
| Moldàvia · TRM           | «In The Middle»                                      | Natalia Barbu               | Etapa Nationalã, 17-02-2024                                                      |
| Moldàvia · TRM           | «Al mig»                                             | Anglès                      | Etapa Nationalã, 17-02-2024                                                      |
| Noruega · NRK            | «Ulveham»                                            | Gåte                        | Melodi Grand Prix 2024, 03-02-2024                                               |
| Noruega · NRK            | «Home llop»                                          | Noruec                      | Melodi Grand Prix 2024, 03-02-2024                                               |
| Països Baixos · AVROTROS | «Europapa»                                           | Joost Klein                 | Elecció interna, 11-12-2023 (Presentació de la cançó, 29-02-2024)                |
| Països Baixos · AVROTROS | «Europapa»                                           | Neerlandès                  | Elecció interna, 11-12-2023 (Presentació de la cançó, 29-02-2024)                |
| Polònia · TVP            | «The Tower»                                          | Luna                        | Elecció interna, 19-02-2024                                                      |
| Polònia · TVP            | «La torre»                                           | Anglès                      | Elecció interna, 19-02-2024                                                      |
| Portugal · RTP           | «Grito»                                              | Iolanda                     | Festival da cançao 2024, 09-03-2024                                              |
| Portugal · RTP           | «Crit»                                               | Portuguès                   | Festival da cançao 2024, 09-03-2024                                              |
| Regne Unit · BBC         | «Dizzy»                                              | Olly Alexander              | Elecció interna, 16-12-2023 (Presentació de la cançó, 01-03-2024)                |
| Regne Unit · BBC         | «Marejat»                                            | Anglès                      | Elecció interna, 16-12-2023 (Presentació de la cançó, 01-03-2024)                |
| San Marino · SMRTV       | «11:11»                                              | Megara                      | Una voce per San Marino 2024, 24-02-2024                                         |
| San Marino · SMRTV       | «11:11»                                              | Castellà i Italià           | Una voce per San Marino 2024, 24-02-2024                                         |
| Sèrbia · RTS             | «Ramonda»                                            | Teya Dora                   | Pesma za Evroviziju 2024, 02-03-2024                                             |
| Sèrbia · RTS             | «Ramonda»                                            | Serbi                       | Pesma za Evroviziju 2024, 02-03-2024                                             |
| Suècia · SVT             | «Unforgettable»                                      | Marcus & Martinus           | Melodifestivalen 2024, 09-03-2024                                                |
| Suècia · SVT             | «Inoblidable»                                        | Anglès                      | Melodifestivalen 2024, 09-03-2024                                                |
| Suïssa SRG SSR           | «The Code»                                           | Nemo Mettler                | Elecció interna, 29-02-2024                                                      |
| Suïssa SRG SSR           | «El codi»                                            | Anglès                      | Elecció interna, 29-02-2024                                                      |
| Txèquia ČT               | «Pedestal»                                           | Aiko                        | ESCZ 2024, 13-12-2023                                                            |
| Txèquia ČT               | «Pedestal»                                           | Anglès                      | ESCZ 2024, 13-12-2023                                                            |
| Ucraïna · UA:PBC         | «Teresa & Maria»                                     | Alyona Alyona i Jerry Heil  | Vidbir 2024, 04-02-2024                                                          |
| Ucraïna · UA:PBC         | «Teresa i Maria»                                     | Ucraïnès i anglès           | Vidbir 2024, 04-02-2024                                                          |
| Xipre · CyBC             | «Liar»                                               | Silia Kapsis                | Elecció interna, 25-09-2023 (Presentació de la cançó, 29-02-2024)                |
| Xipre · CyBC             | «Mentider»                                           | Anglès                      | Elecció interna, 25-09-2023 (Presentació de la cançó, 29-02-2024)                |

#### Artistes que tornen
- Natalia Barbu: Va representar Moldàvia a Eurovisió 2007 amb la cançó «Fight», quedant en 10a posició amb 109 punts.
- Hera Björk: Va representar Islàndia a Eurovisió 2010 amb la cançó «Je ne sais quoi», quedant en 19a posició amb 41 punts.
- Sarah Bonnici: va ser ballarina per a Malta al Festival de la Cançó d'Eurovisió Júnior 2010.

### Idiomes
Setze cançons interpretades són íntegrament en anglès. La resta de països, en general, ho va fer en el seu idioma oficial o compartint-ho amb un altre. Vuit països van interpretar cançons íntegres en un idioma oficial. Per primera vegada a la història, es va fer ús de l'idioma aborigen Yankunytjatjara per part d'Austràlia, mentre que Noruega utilitzarà el noruec per primera vegada en una cançó des de 2006. San Marino, per la seva banda, va incloure majoritàriament el castellà per primera vegada amb el grup de música espanyol Megara.

### Sorteig de semifinals
El sorteig per determinar la ubicació dels països participants a cadascuna de les semifinals es va celebrar el 30 de gener de 2024 a Malmö. Els 31 països semifinalistes es van repartir en 5 bombos, basant-se en tendències històriques en les votacions dels darrers anys. El sorteig també determina a quina semifinal votarà cadascun dels països pertanyents al Big Five (Alemanya, Espanya, França, Itàlia i el Regne Unit), així com el país guanyador de l'edició anterior (Suècia).

Països participants en la 1a semifinal.
Països votants en la 1a semifinal.
Països participants en la 2a semifinal.
Països votants en la 2a semifinal.

| Bombo 1                                                     | Bombo 2                                                            | Bombo 3                                                          | Bombo 4                                                    | Bombo 5                                                              | Finalistes                                                   |
| ----------------------------------------------------------- | ------------------------------------------------------------------ | ---------------------------------------------------------------- | ---------------------------------------------------------- | -------------------------------------------------------------------- | ------------------------------------------------------------ |
| - Albània - Àustria - Croàcia - Eslovènia - Sèrbia - Suïssa | - Austràlia - Dinamarca - Estònia - Finlàndia - Islàndia - Noruega | - Armènia - Azerbaidjan - Geòrgia - Letònia - Lituània - Ucraïna | - Xipre - Grècia - Irlanda - Malta - Portugal - San Marino | - Bèlgica - Txèquia - Luxemburg - Moldàvia - Països Baixos - Polònia | - Alemanya - Espanya - França - Itàlia - Regne Unit - Suècia |

| 1a semifinal 7 de maig de 2024                                                 | 1a semifinal 7 de maig de 2024                                                                            | 2a semifinal 9 de maig de 2024                                                           | 2a semifinal 9 de maig de 2024                                                                     |
| ------------------------------------------------------------------------------ | --- | ---------------------------------------------------------------------------------------- | -------------------------------------------------------------------------------------------------- |
| 1a meitat: - Ucraïna - Xipre - Polònia - Sèrbia - Lituània - Croàcia - Irlanda | 2a meitat: - Eslovènia - Islàndia - Finlàndia - Portugal - Luxemburg - Austràlia - Azerbaidjan - Moldàvia | 1a meitat: - Àustria - Malta - Suïssa - Grècia - Txèquia - Albània - Dinamarca - Armènia | 2a meitat: - Israel - Estònia - Geòrgia - Països Baixos - Noruega - Letònia - San Marino - Bèlgica |
| Amb dret a vot: - Suècia - Regne Unit - Alemanya                               | Amb dret a vot: - Suècia - Regne Unit - Alemanya                                                          | Amb dret a vot: - Espanya - Itàlia - França                                              | Amb dret a vot: - Espanya - Itàlia - França                                                        |

## Festival

### Semifinals

#### Semifinal 1
La primera semifinal del Festival de la Cançó d'Eurovisió 2024 es va celebrar el 7 de maig del 2024, (21.00 hores CEST). Un total de 18 països tenien dret a vot en aquesta semifinal: els 15 participants més Alemanya, el Regne Unit i Suècia, que ja es trobaven classificats directament a la final, així com el públic de la resta del món com si fos un país.
| Núm. | País        | Intèrpret(s)                | Cançó                     | Lloc | Punts |
| ---- | ----------- | --------------------------- | ------------------------- | ---- | ----- |
| 01   | Xipre       | Silia Kapsis                | «Liar»                    | 6    | 67    |
| 02   | Sèrbia      | Teya Dora                   | «Ramonda»                 | 10   | 47    |
| 03   | Lituània    | Silvester Belt              | «Luktelk»                 | 4    | 119   |
| 04   | Irlanda     | Bambie Thug                 | «Doomsday Blue»           | 3    | 124   |
| 05   | Ucraïna     | Alyona Alyona i Jerry Heil  | «Teresa & Maria»          | 2    | 173   |
| 06   | Polònia     | Luna                        | «The Tower»               | 12   | 35    |
| 07   | Croàcia     | Baby Lasagna                | «Rim Tim Tagi Dim»        | 1    | 177   |
| 08   | Islàndia    | Hera Björk                  | «Scared of Heights»       | 15   | 3     |
| 09   | Eslovènia   | Raiven                      | «Veronika»                | 9    | 51    |
| 10   | Finlàndia   | Windows95man                | «No Rules!»               | 7    | 59    |
| 11   | Moldàvia    | Natalia Barbu               | «In The Middle»           | 13   | 20    |
| 12   | Azerbaidjan | Fahree feat. Ilkin Dovlatov | «Özünlə Apar»             | 14   | 11    |
| 13   | Austràlia   | Electric Fields             | «One Milkali (One Blood)» | 11   | 41    |
| 14   | Portugal    | Iolanda                     | «Grito»                   | 8    | 58    |
| 15   | Luxemburg   | Tali                        | «Fighter»                 | 5    | 117   |

     Passen a la final

#### Semifinal 2
La segona semifinal del Festival de la Cançó d'Eurovisió 2024 es va celebrar el 9 de maig del 2024, (21.00 hores CEST). Un total de 19 països tenien dret a vot en aquesta semifinal: els 16 participants més Espanya, França i Itàlia, que ja es trobaven classificats directament a la final, així com el públic de la resta del món com si fos un país.
| Núm. | País          | Intèrpret(s)       | Cançó                                                | Lloc | Punts |
| ---- | ------------- | ------------------ | ---------------------------------------------------- | ---- | ----- |
| 01   | Malta         | Sarah Bonnici      | «Loop»                                               | 16   | 13    |
| 02   | Albània       | Besa Kokëdhima     | «Titan»                                              | 15   | 14    |
| 03   | Grècia        | Marina Satti       | «Zari»                                               | 5    | 86    |
| 04   | Suïssa        | Nemo Mettler       | «The Code»                                           | 4    | 132   |
| 05   | Txèquia       | Aiko               | «Pedestal»                                           | 11   | 38    |
| 06   | Àustria       | Kaleen             | «We Will Rave»                                       | 9    | 46    |
| 07   | Dinamarca     | Saba               | «Sand»                                               | 12   | 36    |
| 08   | Armènia       | Ladaniva           | «Jako»                                               | 3    | 137   |
| 09   | Letònia       | Dons               | «Hollow»                                             | 7    | 72    |
| 10   | San Marino    | Megara             | «11:11»                                              | 14   | 16    |
| 11   | Geòrgia       | Nutsa Buzaladze    | «Firefighter»                                        | 8    | 54    |
| 12   | Bèlgica       | Mustii             | «Before The Party's Over»                            | 13   | 18    |
| 13   | Estònia       | 5miinust i Puuluup | «(Nendest) Narkootikumidest ei tea me (küll) midagi» | 6    | 79    |
| 14   | Israel        | Eden Golan         | «Hurricane»                                          | 1    | 194   |
| 15   | Noruega       | Gåte               | «Ulveham»                                            | 10   | 43    |
| 16   | Països Baixos | Joost Klein        | «Europapa»                                           | 2    | 182   |

     Passen a la final

### Final
La final del Festival de la Cançó d'Eurovisió 2024 se celebrarà l'11 de maig del 2024, (21.00 hores CEST). A la final van arribar 26 països, els cinc pertanyents al Big Five (Alemanya, Espanya, França, Itàlia i el Regne Unit), així com Suècia, el guanyador de l'edició anterior juntament amb els deu millor puntuats a cada semifinal. Tenen dret a vot els 37 països participants al concurs i el públic de la resta del món com si fos un país.
| Núm. | País          | Intèrpret(s)               | Cançó                                                | Lloc          | Punts         |
| ---- | ------------- | -------------------------- | ---------------------------------------------------- | ------------- | ------------- |
| 01   | Suècia        | Marcus & Martinus          | «Unforgettable»                                      | 9             | 174           |
| 02   | Ucraïna       | Alyona Alyona i Jerry Heil | «Teresa & Maria»                                     | 3             | 453           |
| 03   | Alemanya      | Isaak                      | «Always on the Run»                                  | 12            | 117           |
| 04   | Luxemburg     | Tali                       | «Fighter»                                            | 13            | 103           |
| -    | Països Baixos | Joost Klein                | «Europapa»                                           | Desqualificat | Desqualificat |
| 06   | Israel        | Eden Golan                 | «Hurricane»                                          | 5             | 375           |
| 07   | Lituània      | Silvester Belt             | «Luktelk»                                            | 14            | 90            |
| 08   | Espanya       | Nebulossa                  | «Zorra»                                              | 22            | 30            |
| 09   | Estònia       | 5miinust i Puuluup         | «(Nendest) Narkootikumidest ei tea me (küll) midagi» | 20            | 37            |
| 10   | Irlanda       | Bambie Thug                | «Doomsday Blue»                                      | 6             | 278           |
| 11   | Letònia       | Dons                       | «Hollow»                                             | 16            | 64            |
| 12   | Grècia        | Marina Satti               | «Zari»                                               | 11            | 126           |
| 13   | Regne Unit    | Olly Alexander             | «Dizzy»                                              | 18            | 146           |
| 14   | Noruega       | Gåte                       | «Ulveham»                                            | 25            | 16            |
| 15   | Itàlia        | Angelina Mango             | «La noia»                                            | 7             | 268           |
| 16   | Sèrbia        | Teya Dora                  | «Ramonda»                                            | 17            | 54            |
| 17   | Finlàndia     | Windows95man               | «No Rules!»                                          | 19            | 38            |
| 18   | Portugal      | Iolanda                    | «Grito»                                              | 10            | 152           |
| 19   | Armènia       | Ladaniva                   | «Jako»                                               | 8             | 183           |
| 20   | Xipre         | Silia Kapsis               | «Liar»                                               | 15            | 78            |
| 21   | Suïssa        | Nemo Mettler               | «The Code»                                           | 1             | 591           |
| 22   | Eslovènia     | Raiven                     | «Veronika»                                           | 23            | 27            |
| 23   | Croàcia       | Baby Lasagna               | «Rim Tim Tagi Dim»                                   | 2             | 547           |
| 24   | Geòrgia       | Nutsa Buzaladze            | «Firefighter»                                        | 21            | 34            |
| 25   | França        | Slimane                    | «Mon Amour»                                          | 4             | 445           |
| 26   | Àustria       | Kaleen                     | «We Will Rave»                                       | 24            | 24            |

## Altres països
L'elegibilitat per participar al Festival de la Cançó d'Eurovisió requereix una emissora nacional amb una pertinença activa a la UER i la capacitat d'emetre el concurs a través de la xarxa d'Eurovisió. La UER emet invitacions per participar en el concurs a tots els membres.

### Membres actius de la UER
- Andorra – Susanne Georgi, la concursant del 2009 per Andorra, ha fet campanya perquè Andorra torni al concurs, afirmant que "l'excusa abans era que no hi havia diners, ja els he trobat i crec que cada dia estem més a prop d'això". El que no aclareix Susanne Georgi és la data de la tornada: només descarta la pròxima edició, la del 2024.[63][64] Andorra va participar per última vegada el 2009.
- Bòsnia i Hercegovina – Al novembre de 2022, el primer participant de Bòsnia i Hercegovina, Fazla, va esmentar que intentava portar el país de nou al concurs el 2024.[65] Bòsnia i Hercegovina va participar per última vegada el 2016.
- Bulgària – Malgrat que abans havia expressat el seu desinterés per participar en futurs concursos, BNT va declarar el maig del 2023 que és "massa aviat per dir-ho amb seguretat".[66] Bulgària va participar per última vegada el 2022.
- Eslovàquia – El 4 de juny de 2023, la cap del departament de relacions internacionals de RTVS, Slavomíra Kubičková, va confirmar que Eslovàquia no tornaria al concurs en un futur proper per motius financers. Eslovàquia va participar per última vegada el 2012.
- Illes Fèroe – L'emissora feroesa KVF va anunciar després de la finalització del concurs de 2023 que sol·licitaria l'adhesió a la UER. Si s'aprova, un debut a les Illes Fèroe l'any 2024 seria possible mitjançant invitació si s'aprova per ser membre associat o participació garantida si s'aprova per ser membre de ple dret.
- Mònaco – Al desembre de 2021, el govern de Mònaco va anunciar plans per establir l'emissora pública Monte-Carlo Riviera TV per substituir TMC després de la seua venda a TF1Group.[67] Inicialment previst per al setembre de 2022, el llançament de l'emissora es va ajornar al 2023 i el país no va participar en el concurs de 2023.[68][69] L'abril de 2023, es va anunciar que el canal, ara rebatejat com a TVMonaco, es llançaria l'1 de setembre de 2023, la qual cosa obre el potencial per a un retorn el 2024.[70] No obstant això, no van tenir suficient temps per preparar una candidatura i la seva tornada no és produiria en aquesta edició. Mònaco va participar per última vegada el 2006.
- Romania – El 8 de setembre de 2023, es va informar que, segons diverses fonts de l'emissora romanesa TVR, el país no participaria el 2024 a causa de dificultats financeres; El departament de comunicació de TVR va comentar que la seva participació el 2024 encara no s'havia parlat a la direcció de l'emissora. Poc després es va informar que TVR havia presentat un nou pla pressupostari al Ministeri d'Hisenda i que la participació del país dependria de la seva aprovació.
- Turquia – Kemal Kılıçdaroğlu, el principal candidat de l'oposició a les eleccions presidencials turques del 2023, va declarar el 2021 que donaria suport a Turquia per tornar al Festival de la Cançó d'Eurovisió.[71] Turquia va participar per última vegada el 2012.

### Països no membres de la UER
- Liechtenstein – El 10 d'agost de 2023, l'emissora de Liechtenstein 1FLTV va confirmar que el país no debutaria en el concurs el 2024.

## Incidents

### Disputa amb la final nacional xipriota
La radiodifusora públics xipriota Cyprus Broadcasting Corporation (CyBC) va anunciar que produiria la cinquena estació del talent xou musical Fame Story, en col·laboració amb canal privat grec Star, amb la intenció d'utilitzar-lo per seleccionar la seva candidatura per al certamen de 2024. Després de conèixer la notícia, la radiotelevisió hel·lènica El·linikí Radiofonia Tileórasi (ERT), que té els drets en exclusiva d'Eurovisió a Grècia, va transmetre una queixa a la UER sobre el programa emès a Grècia per Star. Com a resposta, la UER va declarar que havia esmenat les normes del certamen a la sol·licitud d'ERT, i que CyBC posteriorment havia decidit, contra les normes, utilitzar Fame Story com a preselecció. El 7 d'agost de 2023, va ser anunciat que la UER acolliria una videoconferència per tal d'assolir un acord entre CyBC i ERT. Més tard aquell mes, el canal Star va confirmar que el format no seria utilitzat com a part del procés de selecció xipriota, i CyBC, posteriorment, va confirmar que triaria internament la seva candidatura.

### Crítiques a la participació d'Israel
- Amb motiu de la Guerra Israel-Gaza més de mil músics finesos van demanar que es prohibís la participació d'Israel o que en cas contrari Finlàndia no hi participés.[80] També des d'Islàndia, l'Associació de Compositors i Lletristes islandesa va demanar a la televisió pública que es retiraràs si Israel hi participava.[81]
- Com a país amfitrió, Suècia va demanar que es prohibís també la participació del país israelià: Una mica més de mil artistes suecs, antics concursants i estrelles del pop van signar una carta oberta contra la participació d'Israel a l'esdeveniment.[82] El participant britànic i el participant francès es van mostrar contraris a la participació d'Israel.[83][84] Partits polítics irlandesos i espanyols també s'han mostrat en contra de la participació de l'estat hebreu.[85][86]
- El 22 de febrer, la Unió Europea de Radiodifusió (UER) va rebutjar la lletra de la cançó, October Rain, proposada per Israel, en considerar-la massa política i va amenaçar de desqualificar el país si no la modificava, mentre la Corporació de Radiodifusió Israeliana (Kan) es va negar a fer tal cosa. Posteriorment, els israelians van presentar com a alternativa la cançó Dance Forever, segona classificada en la preselecció, que també va ser rebutjada per la UER pels mateixos motius.[87][88][89] Hurricane, la tercera opció de la Kan, va rebre el vist-i-plau de l'organització el dia 7 de març.[90][91]
- Eric Saade (representant de Suècia a Dusseldörf 2011 amb ascendència palestina) va ser convidat a actuar en la primera semifinal. Ell va voler mostrar el seu suport a Palestina amb un mocador palestí nugat a la monyica durant l'actuació.[92][93][94] Posteriorment, la UER va comunicar que no es permetien mostrar símbols polítics, la qual cosa Saade va qualificar de «racisme».[95][96] La UER va decidir no publicar l'actuació de Saade a Internet.[97][98]
- Mustii, candidatura belga de la radiotelevisió fracòfona, va portar escrit al braç la paraula pau en anglès.[99][100][101] Mentre que els sindicats de treballadores de la cadena pública flamenca VRT, com a protesta, van tallar l'emissió durant l'actuació d'Israel mostrant el següent comunicat:[101][102][100][103]«Condemnem les violacions dels drets humans per part de l'estat d'Israel a Gaza. Israel està destrossant la llibertat de premsa. Per això interrompem temporalment l'emissió.»
- L'artista participant per Irlanda, Bambie Thug, amb maquillatge a la cara i les cames portava originalment escrites, fent ús de l'escriptura ogàmica, les paraules ceasefire (alto al foc), free Palestine (Palestina lliure) i Crown The Witch (coroneu a la bruixa). Però la UER va ordenar a l'artista a eliminar aquests missatges.[104][105][106] En una roda de premsa posterior a les semifinals de l'edició, l'artista va expressar: «Era molt important per a mi perquè estic a favor de la justícia i a favor de la pau. Desafortunadament, avui he hagut de canviar els missatges i portar escrit només “coroneu a la bruixa” per ordre de la UER.».[107][105]
- Un periodista espanyol va cridar «free Palestine» (palestina lliure, en anglès) durant l'assaig d'Israel i, segons relata ell mateix, diversos periodistes de la delegació d'Israel van acudir a increpar-lo.[108][109] Arran d'açò, la radiotelevisió pública estatal d'Espanya va emetre també un comunicat afirmant la posició de la delegació espanyola a favor de la llibertat de premsa i reclamant a la UER que vetlara per ella.[110][111]
- A Malmö, durant les setmanes del concurs, es van produir diverses protestes propalestina; fins i tot, encapçalades per l'activista Greta Thunberg, filla de Malena Ernman qui representar Suècia en el concurs el 2009. Thunberg exhibia pancartes on es llegia Welcome to Genocide Song Contest (benvinguts al Festival de la Cançó del Genocidi).[112][113]
- Les representants de Grècia, Irlanda i Suïssa no van participar en la desfilada de banderes el dia de la final.[114]
- El dia de la final, 11 de maig, després dels comentaris fets pels comentaristes de la televisió israeliana Corporació de Radiodifusió Israeliana durant l'actuació d'Irlanda en la semifinal, l'artista Bambie Thug va expressar que estava enfadada per les decisions que la UER estava prenent: «Estic enfadada amb altres equips que incompleixen les normes [de la UER] i encara se'ls permet participar.».[114]
- A la gala final, la representant de Portugal, Iolanda, va exhibir unes ungles amb motius palestins, com el d'una kufia o d'un meló d'aigua,[115] aquest últim usat per a referenciar la bandera de Palestina en contextos en què no es permet exhibir-la.[116][117] Com a conseqüència d'això, la UER no va publicar a Internet l'actuació completa de la final, sinó la de la semifinal.[115]

### Incident relacionat amb el participant dels Països Baixos
El 10 de maig, la UER va suspendre l'assaig per a la final dels Països Baixos per un «incident» relacionat amb el participant d'Europapa, Joost Klein, investigat per la policia sueca. Tampoc es va dur a terme l'actuació del jury show davant els jurats dels països. En lloc d'això, es va emetre l'actuació gravada de Klein de la semifinal a través de les pantalles.

El mateix dia, després de fer-se saber el possible incident, Angelina Mango, representant d'Itàlia, va fer un comunicat a la sala de premsa de forma espontània:
«Estic ací perquè m'agradaria expressar la meua opinió, a la meua manera i amb les meues paraules. Quan vaig arribar, em vaig trobar amb artistes com jo, que viuen per la seua música i parlen a través de la música. Que comparteixen el mateix somni. Hui només vull que parle la música. Aquest és el missatge més poderós que puc donar hui.» 
Tot seguit, Mango va cantar Imagine de John Lennon, amb el seu guitarrista.
Després del seguit de fets relacionats amb la presència d'Israel al concurs, i l'incident amb Joost Klein, l'organització va cancel·lar la roda de premsa habitual amb el Big Five.

Al dia següent (l'11 de maig, dia de la gran final), la UER publicava un comunicat en el qual anunciava que Joost Klein no participaria en la gran final d'Eurovisió:
«La policia sueca ha investigat una denúncia presentada per una membre de l'equip de producció per un incident després de l'actuació a la semifinal de dijous a la nit. Mentre el procés judicial segueix el seu curs, no seria apropiat que continuara en el concurs.
Volem deixar clar que, contràriament a algunes informacions dels mitjans de comunicació i a les especulacions de les xarxes socials, aquest incident no va implicar cap altre intèrpret o membre de la delegació.
Mantenim una política de tolerància zero amb els comportaments inadequats en el nostre esdeveniment i ens comprometem a proporcionar un entorn de treball segur i de protecció per a tot el personal del concurs. Davant d'açò, el comportament de Joost Klein cap a un membre de l'equip es considera que incompleix les regles del concurs.

La gran final del 68è Festival de la Cançó d'Eurovisió continuarà amb 25 cançons participants.»